# Venom Inc
Venom Inc – brytyjski zespół thrash/blackmetalowy, utworzony przez byłych członków zespołu Venom, Tony’ego „The Demolition Mana” Dolana, Jeffa „Mantasa” Dunna oraz Tony’ego „Abaddona” Braya. Na koncertach zespół wykonuje utwory ze wszystkich okresów kariery grupy Venom. Na 2017 rok muzycy zapowiedzieli wydanie debiutanckiej płyty zatytułowanej „Avé”. Ma się ona ukazać 11 sierpnia nakładem wytwórni muzycznej Nuclear Blast. Album zapowiadają utwory, pt. „Dein Fleisch” i „Ave Satanas”.

## Muzycy
- Tony „The Demolition Man” Dolan - gitara basowa, śpiew (2014)
- Jeff „Mantas” Dunn - gitara elektryczna (2014)
- Tony „Abaddon” Bray - perkusja (2014 - 2018)

## Dyskografia

### Albumy studyjne
| Tytuł | Dane dot. albumu                                                    |
| ----- | ------------------------------------------------------------------- |
| Avé   | - Data: 11 sierpnia 2017 - Wydawca: Nuclear Blast - Format: CD, 2LP |

| Tytuł              | Dane dot. albumu                                                    |
| ------------------ | ------------------------------------------------------------------- |
| There's Only Black | - Data: 23 sierpnia 2022 - Wydawca: Nuclear Blast - Format: CD, 2LP |